# Appleton-le-Street with Easthorpe
Appleton-le-Street with Easthorpe är en civil parish i Storbritannien.   Den ligger i grevskapet North Yorkshire och riksdelen England, i den centrala delen av landet, 300 km norr om huvudstaden London. Antalet invånare är 122.